# 金屋子神
金屋子神（かなやごかみ、かなやこかみ、等）とは、中国地方を中心に鍛冶屋に信仰される神。一般には女神であるとされるが、男神とする説もある。金山彦・金山媛や天目一箇神と同一、もしくは何らかの関係がある神とされるが、全く別神とする説もある。
金屋子神社には神仏習合した火の神として三宝荒神の姿で描かれた掛け軸も残されている。

## 伝説
金屋子神の総本社とされる島根県安来市広瀬町西比田にある金屋子神社には、以下の伝説がある。
高天原から、雨乞いをしている村人に応えて、播磨国志相郡岩鍋（現在の兵庫県宍粟市千種町岩野邊）にまず天降った。しかし、自ら、元々西方に縁のある神であるとの理由で、白鷺に乗って、西方の出雲国能義郡黒田奥比田（現 金屋子神社の社地）の山林に着き、桂の木にて羽を休めていたところを宮司の祖先である安倍正重が発見し、長田兵部朝日長者が桂の木の横に神殿を建立したという（途中、吉備国中山にも立寄ったとの伝説がある）。各地で金屋子神は自ら村下（むらげ：鍛冶の技師長）となり、鍛冶の指導を行ったとされる。
金屋子神の特徴としては、
- 自分あるいは部下の村下が、麻につまづいて転んで死んだので麻を嫌うと言う。また、犬に追いかけられ、蔦に取り付いて登って逃れようとしたが、蔦が切れたので、落ち、犬に咬まれて死んだので、犬と蔦は嫌いとも言う。さらに、犬に追いかけられた時、みかんの木に登って、あるいは藤に掴って助かったので、みかんと藤は好むらしい。桂は神木。

- 死の穢れには無頓着どころか、むしろ好むとされ、たたら炉の周囲の柱に死体を下げることを村下達に指導したと言う。また、死骸を下げると、大量に鉄が取れるようになったとも。

- 女性を極端に嫌う。自分が女性なので、嫉妬であると言われているが、この為、鍛冶関係の作業場には女性を入れない掟があったという。また、昔の村下は、折口信夫の様だが、女性が入った後のお湯を使ったりすることもしなかったと言われている。

上記は、伯耆国日野郡宮市の住人 下原重仲が著した『鉄山秘書』にも詳しく書かれている。ただし『鉄山秘書』は1912年に俵国一が翻刻するまで存在が知られていなかった。各地に流布した金屋子神社の伝承のほとんどは、西比田金屋子神社の『金山姫宮縁起』に基づくものである。

### 解釈
金屋子神の特徴の解釈としては、陰陽五行説より、桂（土が2つ字の中にある）や死体は「土性」であり、「土性は金性を生ずる」ことから、鉱山・鍛冶の歩留まりが良くなるからではないか、との説がある。
しかし一方では『街道をゆく』で司馬遼太郎等が述べているように、中世の悪文と『鉄山秘書』等を見なし、『島根県口碑伝説集』などにみられるような古事記との関連性をいうものもある。以下にその一例を示す。
比田村には、金屋子神社がある。伊邪那美命が、迦具土の命を生み給うてから、病に罹られ吐物から金山毘古神、金山毘売命を生み給い、遂に神避り給うたことを『古事記』に記され、『日本書紀』には「金山」の意味を、「枯れ悩みこし、悶熱懊悩因為吐」の文字があるが、金屋子神社は、社号其の物が「己に枯れ悩み児」の意義を現し、加之金山毘古、金山毘売の二柱の神を併せて祭って居るところを見ても、女神終焉の地たることを想像される。（『島根県口碑伝説集』東比田小学校長辻勝太郎氏報）
他に、金屋子神の降臨の地と経由地として
- 奥州岩狭郡信夫庄に降臨→備中国吉備中山→比田（『金山姫宮縁起』）
- 備中国吉備中山に降臨→比田（島根県雲南市吉田町の伝承）
- 備中国吉備中山に降臨→鳥取県日野郡日南町印賀→比田（鳥取県日野郡の伝承）

などの縁起、伝承がある。これらのルートは製鉄技術の伝播や職人の移動と関係があると考えられている。
金屋子神社より西方約40キロメートルに石見銀山があり、当地に佐毘売山神社（さひめやまじんじゃ）があるが、この「佐毘売」は、金屋子神の別名ではないかと言われている。「さ」、「さひ」は鉄を意味していると推測されている。
なお、饒速日尊や物部氏と関係が深いとされる三瓶山は古来、佐比売山と呼ばれていた。また、三瓶山の西約5キロメートルに、石見国一宮で、石上神宮と表裏一体であると言われる物部神社が鎮座する。
また、岡山県英田郡西粟倉村に伝わるタタラ唄に「金屋子神の生まれを問えば、元は葛城 安部が森」との言葉が残る。

## その他
- 最近の文学作品としては、伊集院静著、『少年譜』の中の一篇、「親方と神様」の中で、重要な場所として登場する。また高級陶磁器、「錦山焼」はこの元神の神名によるともいわれている。